# Weenacenter
Het Weenacenter is een woontoren in het centrum van Rotterdam. De toren heeft 34 verdiepingen (waarvan de bovenste verdieping een penthouse bevat dat alleen via een binnentrap en niet met de lift bereikbaar is) en 124 appartementen, en is 104 meter hoog. Daarmee was het lange tijd de hoogste woontoren van Nederland, met uitsluitend woningen, tot in 2004 Westpoint in Tilburg werd opgeleverd. Met de bouw was in 1987 begonnen, en in 1990 werd het gebouw opgeleverd. Het ontwerp is van Ector Hoogstad Architecten.